# The Neon Live
Albums de Erasure
Ne:EP
(2021) Day-Glo (Based on a True Story)
(2022)
The Neon Live est un album live du groupe britannique Erasure, enregistré en concert les 9 et 10 octobre 2021 au O2 Manchester Apollo de Manchester, une salle de spectacle d'environ 4 500 places (dont 1 000 places assises et 3 500 places debout). Une version standard panachant des extraits des deux soirées sort le 8 avril 2022 dans une version en double-CD, en version triple-vinlyle, ainsi qu'en téléchargement mp3. L'intégralité des deux concerts sera proposée un an plus tard en un coffret Deluxe quadruple-CD, qui sort le 1er mars 2023. Toutes les versions se présentent en boîtier cartonné Digipack.
Au cours de cet album live, Erasure interprétait quelques titres de l'album The Neon (paru en août 2020), mais on y retrouve surtout leurs principaux classiques (Oh L'Amour, Sometimes, Victim Of Love, A Little Respect, Chains Of Love, Stop!, Drama!, Blue Savannah, Chorus, Love to Hate You, Always). En outre, on y trouve également une reprise inédite d'un tube du groupe Eurythmics, Love Is a Stranger.
À l'instar de World Be Live les personnes qui avaient pré-commandé ce live voient leur nom figurer parmi les crédits du livret de l'édition Deluxe de cet album live, soit environ 1 500 noms de fans listés en tout petits caractères.
L'album échouera à se classer dans les charts mondiaux.

## Classement parmi les ventes d'albums
Aucun classement connu

## Liste des plages
| 1.  | Intro (Joe 90)                  | 0:52 |
| 2.  | Chorus                          | 4:43 |
| 3.  | Hey Now (Think I Got A Feeling) | 3:51 |
| 4.  | Fill us with Fire               | 3:11 |
| 5.  | Sacred                          | 3:47 |
| 6.  | The Circus                      | 4:02 |
| 7.  | Who Needs Love like that        | 2:55 |
| 8.  | Nerves of Steel                 | 4:26 |
| 9.  | Blue Savannah                   | 5:15 |
| 10. | Chains of Love                  | 3:35 |
| 11. | Turns the Love to Anger         | 3:56 |
| 12. | Careful What I Try to Do        | 3:29 |

| 1.  | Sometimes          | 3:20 |
| 2.  | Save me Darling    | 3:38 |
| 3.  | Shot a Satellite   | 3:49 |
| 4.  | Love to Hate You   | 4:07 |
| 5.  | Love is a Stranger | 3:39 |
| 6.  | Drama!             | 4:01 |
| 7.  | Always             | 3:47 |
| 8.  | Stop!              | 3:13 |
| 9.  | Push Me Shove Me   | 3:03 |
| 10. | Victim of Love     | 3:41 |
| 11. | Oh l'Amour         | 3:30 |
| 12. | A Little Respect   | 3:46 |